# Réserve naturelle des Salines de Margherita di Savoia
La Réserve naturelle des Salines de Margherita di Savoia (en italien : Riserva naturale Salina di Margherita di Savoia) est une réserve naturelle d'état et une zone humide créée le 10 novembre 1977 à Margherita di Savoia, dans la région des Pouilles,.

## Territoire
Elle se situe au sud du golfe de Manfredonia et occupe une superficie de 3 871 ha dans la province de Barletta-Andria-Trani. Elle borde deux autres zones protégées : la Riserva naturale Il Monte (it) et la Riserva naturale Masseria Combattenti (it).
Ses salines (salén en dialecte barese) qui surplombent la mer Adriatique sont les plus grandes d'Europe et les deuxièmes au monde. Elles sont reconnues zone humide de valeur internationale (DM 30.05.1979) conformément à la Convention de Ramsar. 
Le Musée historique des Salines est situé dans un ancien entrepôt de sel à côté de la torre delle Saline datant du XVIe siècle.
À l'intérieur de la réserve se trouve également l'observatoire naturaliste Salpi géré par la Ligue italienne de protection des oiseaux.

## Historique
La présence de salines naturelles a fait connaître le lieu depuis l'Antiquité. Déjà connue au IIIe siècle av. J.-C., la saline était alors utilisée par les Normands. À la fin du XVIe et au début du XVIIe siècle, un mouvement de retour des sauniers vers les salines s'amorce ou plutôt s'intensifie, même si l'industrie du sel, florissante et fructueuse, ne cesse jamais d'exister. Au XVIIIe siècle, la saline fut acquise par les Bourbons et appelée Salina di Barletta, qui la considéraient comme « le joyau le plus précieux de leur couronne » et retournèrent donc à la gestion publique. En 1754, la modernisation et l'agrandissement des salines ont également eu lieu avec la création de nouvelles zones salées, comme celle appelée Regina. Après l'unification de l'Italie, la population de Salina a élu sa propre administration autonome. Le toponyme de la ville a été changé en 1879 en Margherita di Savoia, en l'honneur de la reine consort d'Italie Marguerite de Savoie, épouse d'Humbert Ier.
Au XXe siècle on assiste à une industrialisation progressive des salines. Dans les années 1930, un entrepôt futuriste est conçu par Pier Luigi Nervi. Elles sont ensuite passées en Monopoles d'État, à partir de 1994 à AtiSale et en 2003 à la Società Salapia Sale srl. En 2011, elles ont été acquises par le groupe Semeraro-Sosalt de D'Alì Staiti.
Aujourd'hui, avec ses 20 km de longueur et 5 km de largeur, avec une production annuelle moyenne d'environ 5 500 000 quintaux de sel marin, elle est la première d'Europe.

## Galerie

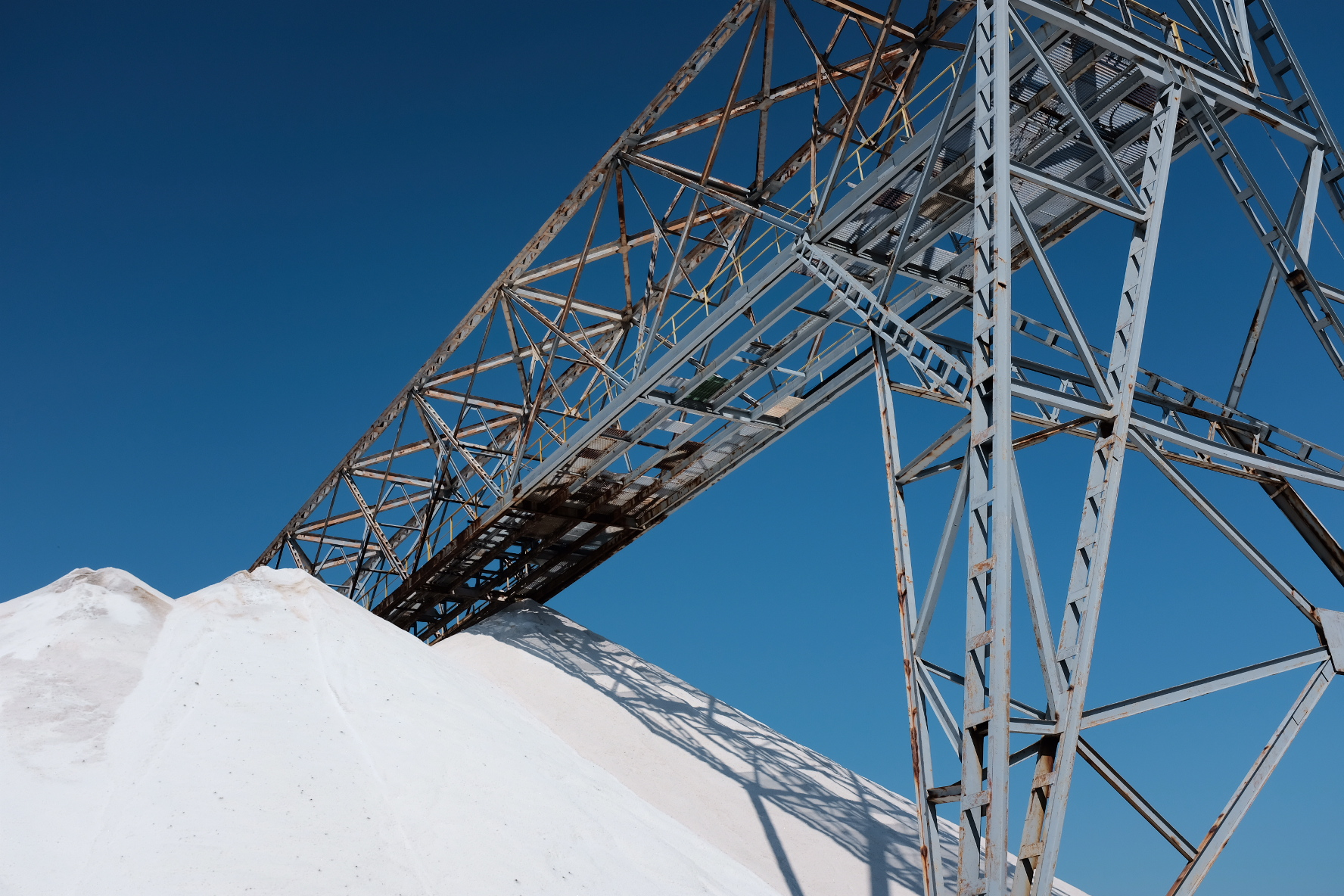
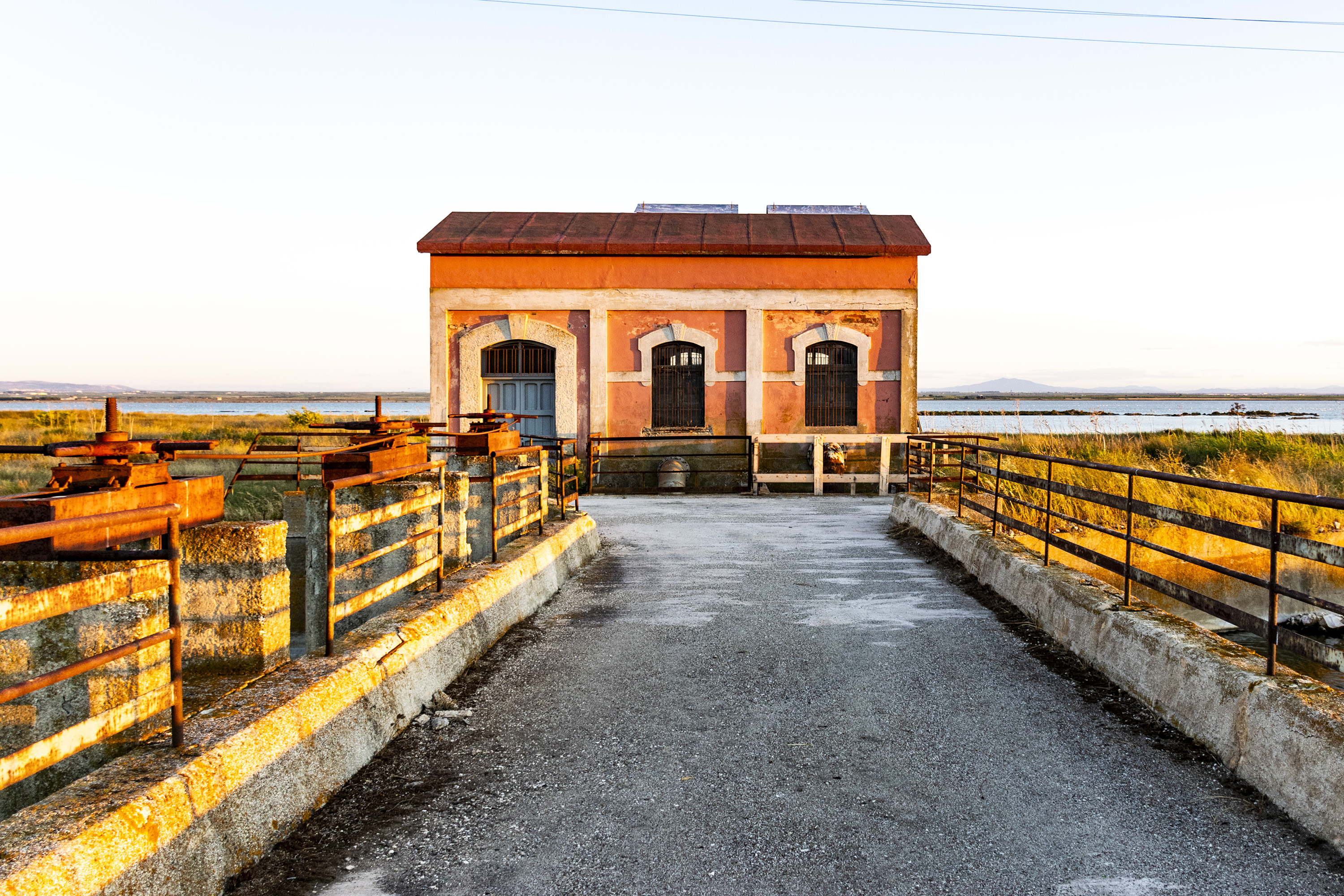
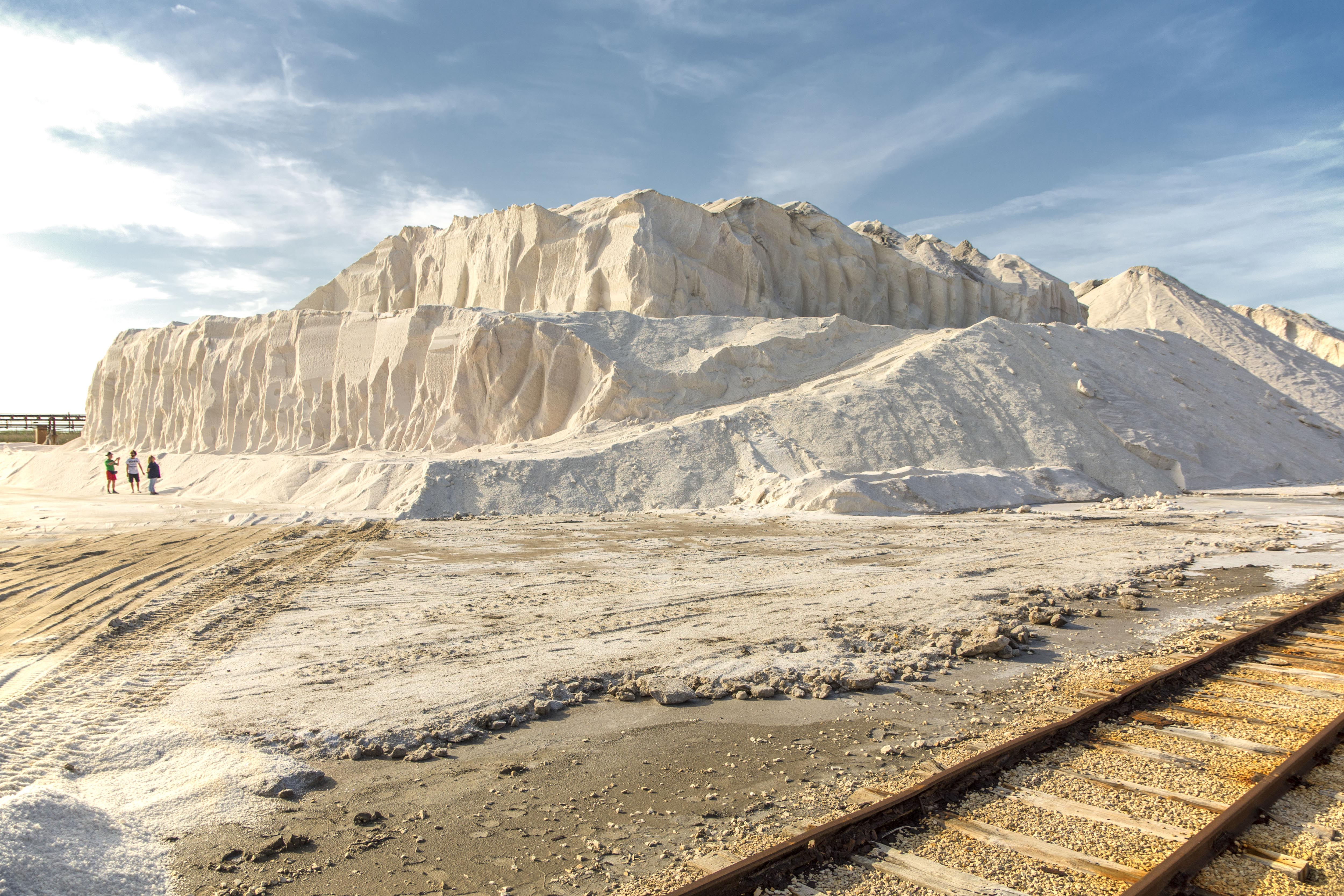
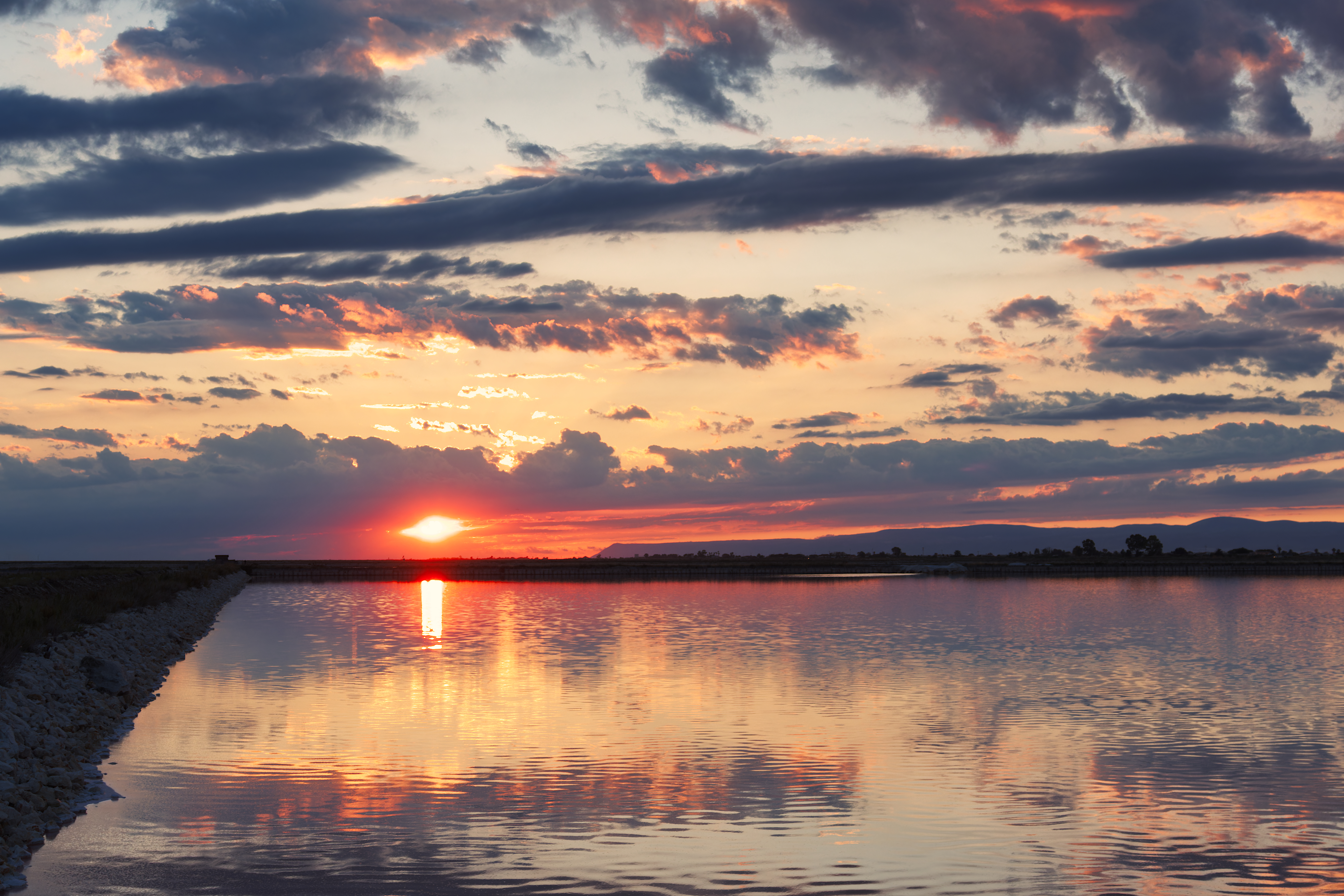
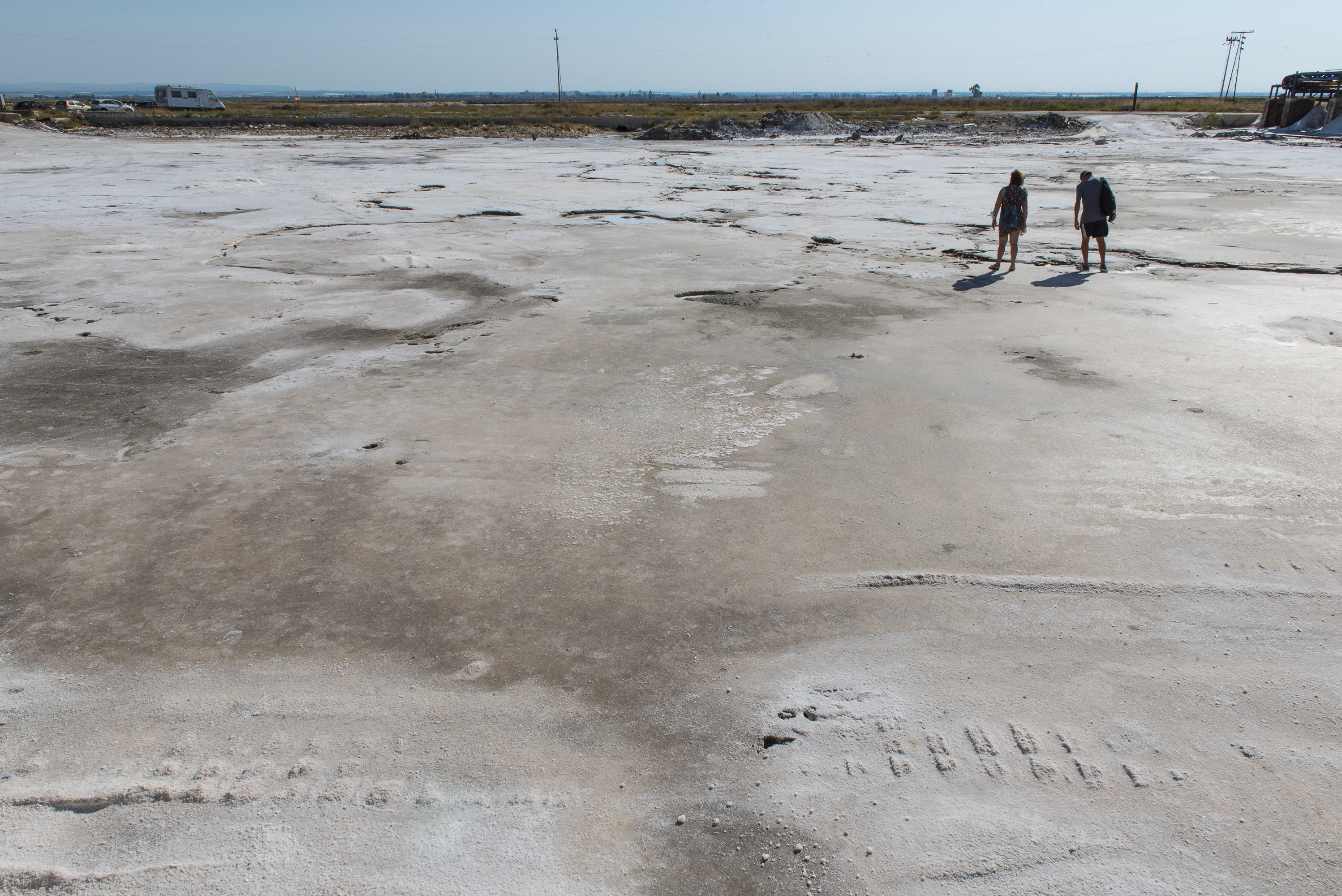
Marais salant
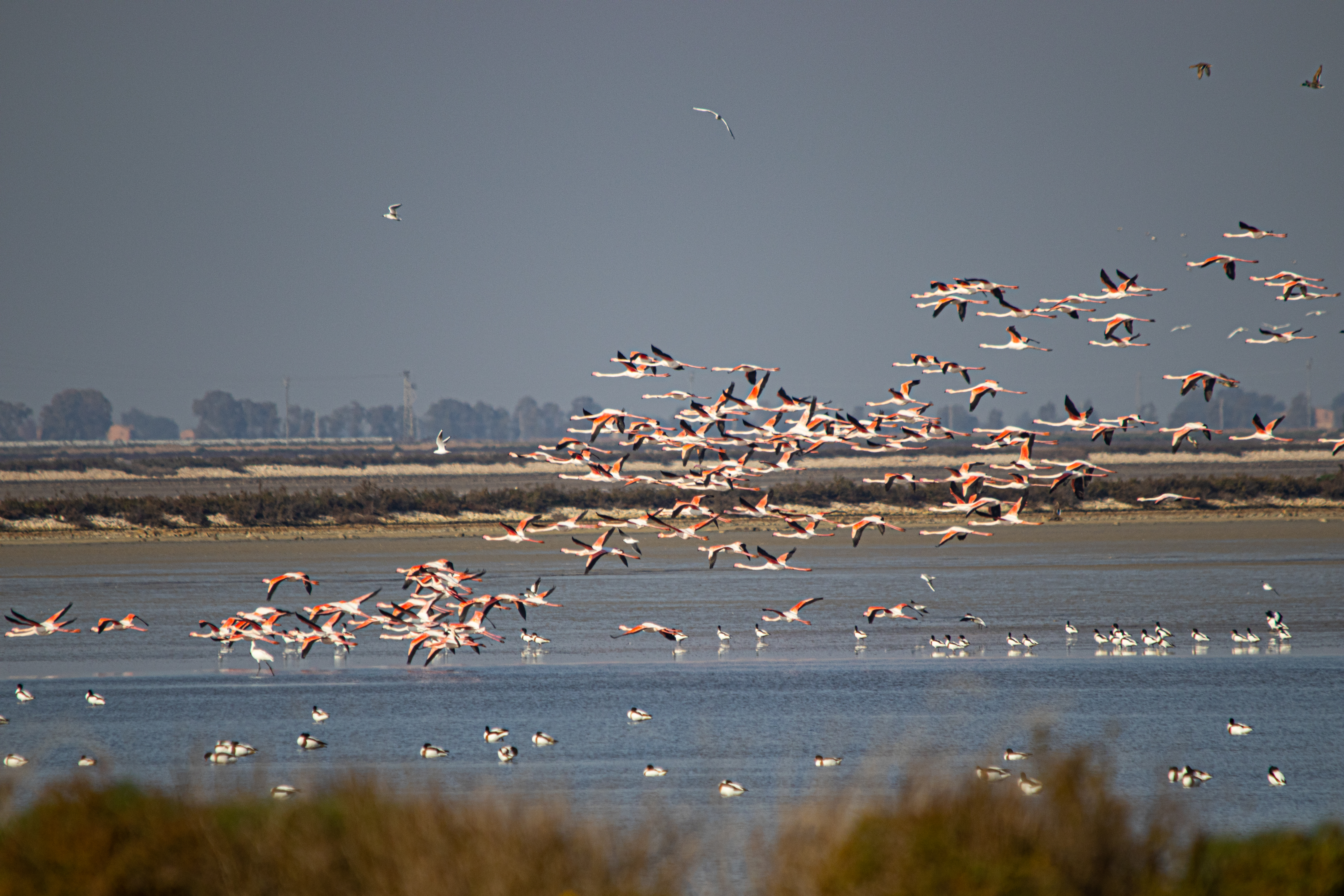
Flamants roses
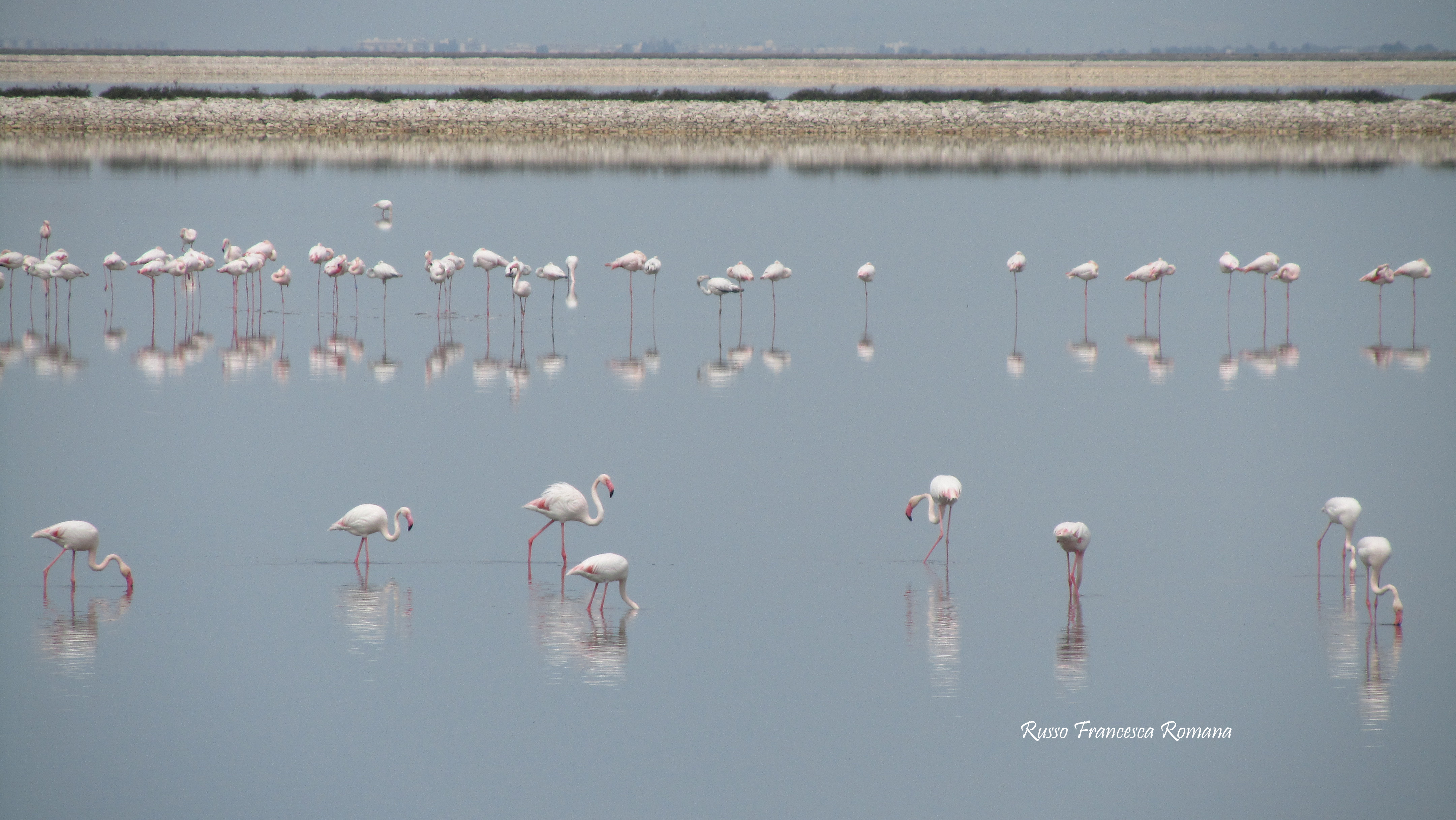